# All Summer Long (album)
All Summer Long je šesté studiové album americké skupiny The Beach Boys vydané v červenci 1964 na značce Capitol Records, jak jejich druhé album vydané v tomto roce. Nahráno bylo od 18. října předchozího roku do 19. května 1964 a jeho producentem byl Brian Wilson.

## Seznam skladeb
| Pořadí         | Název                           | Autor                                                 | Délka |
| -------------- | ------------------------------- | ----------------------------------------------------- | ----- |
| 1.             | I Get Around                    | Brian Wilson, Mike Love                               | 2:14  |
| 2.             | All Summer Long                 | B. Wilson, Love                                       | 2:08  |
| 3.             | Hushabye                        | Doc Pomus, Mort Shuman                                | 2:41  |
| 4.             | Little Honda                    | B. Wilson, Love                                       | 1:52  |
| 5.             | We'll Run Away                  | B. Wilson, Gary Usher                                 | 2:02  |
| 6.             | Carl's Big Chance               | B. Wilson, Carl Wilson                                | 2:03  |
| 7.             | Wendy                           | B. Wilson, Love                                       | 2:21  |
| 8.             | Do You Remember?                | B. Wilson, Love                                       | 1:40  |
| 9.             | Girls on the Beach              | B. Wilson                                             | 2:28  |
| 10.            | Drive-In                        | B. Wilson, Love                                       | 1:49  |
| 11.            | Our Favorite Recording Sessions | B. Wilson, Dennis Wilson, C. Wilson, Love, Al Jardine | 2:00  |
| 12.            | Don't Back Down                 | B. Wilson, Love                                       | 1:52  |
| Celková délka: | Celková délka:                  | Celková délka:                                        | 25:10 |

## Obsazení
The Beach Boys
- Al Jardine – baskytara, doprovodné vokály
- Mike Love – tleskání, zpěv, doprovodné vokály
- Brian Wilson – klavír, klávesy, varhany, cembalo, marimba, zpěv, doprovodné vokály
- Carl Wilson – kytara, doprovodné vokály
- Dennis Wilson – bicí, zpěv, doprovodné vokály

ostatní hudebníci
- Hal Blaine – timbales
- Steve Douglas – tenorsaxofon
- Jay Migliori – barytonsaxofon
- Ray Pohlman – baskytara